# Hard Upper Torso
L'Hard Upper Torso Assembly, comunemente chiamato HUT, è il componente centrale di diverse tute spaziali, tra cui spiccano la Orlan della Roscosmos e l'Extravehicular Mobility Unit (EMU) della NASA. Costruito in vetroresina, l'HUT costituisce un involucro rigido per la parte superiore del corpo dell'occupante, garantendo la tenuta di pressione per questa parte del corpo. Sull'HUT sono poi presenti diversi componenti strutturali che includono i punti di attacco per le braccia delle tute spaziali, il Lower Torso Assembly (LTA), l'elmetto, il Display and Controls Module (DCM), ossia un pannello di comando montato ad altezza del petto, e il Primary Life Support Subsystem (PLSS), ossia lo zaino della tuta spaziale.
L'HUT include inoltre un dispositivo chiamato In-Suit Drink Bag, ossia un serbatoio collegato per mezzo di un tubo in plastica direttamente all'elmetto, permettendo all'astronauta di rimanere idratato.
Il progetto iniziale dell'HUT, sviluppato per l'utilizzo di quest'ultimo come parte dell'EMU, e che fu realizzato ed utilizzato per la prima volta nel 1980, includeva dei collegamenti a livello delle spalle fatti a soffietto, il che permetteva una variazione dell'angolo di tali collegamenti. Ciò consentiva una più facile vestizione della tuta e una mobilità piuttosto elevata durante le attività extraveicolari (EVA). Tuttavia, la durata limitata dei soffietti portò, nel 1990, ad una riprogettazione dell'HUT, in cui questa volta gli agganci alle spalle avevano un angolo e una posizione fissa, risultando in una più ridotta mobilità e una più complessa fase di vestizione.
A causa dell'alto costo di produzione, vengono attualmente realizzate solo tre misure di HUT per le EMU. Ciò, naturalmente fa sì che solo un limitato numero di persone possa perfettamente indossare queste tute spaziali. La NASA ha stimato comunque che i tre tipi di HUT possono essere indossate dal 5 al 10 percentile della popolazione.
Proprio a causa di questo, già dai primi anni duemila è iniziato lo studio un nuovo tipo di componente, chiamato "Soft Upper Torso Assembly" (SUT), che dovrebbe migliorare il precedente dispositivo sotto diversi aspetti, avendo esso una massa inferiore, occupando un minor volume (essendo esso ripiegabile) ed avendo un minor costo di produzione e di manutenzione. Tuttavia, al 2019, lo sviluppo e i test di questo nuovo componente, il quale sarebbe anche in grado di adattarsi a un numero maggiore di corporature garantendo l'indossabilità praticamente a ogni astronauta, sono ancora in corso. 